# Amblyomma helvolum
Amblyomma helvolum är en fästingart som beskrevs av Koch 1844. Amblyomma helvolum ingår i släktet Amblyomma och familjen hårda fästingar. Inga underarter finns listade i Catalogue of Life.